# Wilfried Vogel
Wilfried Vogel (* 24. Juli 1937) ist ein ehemaliger deutscher Fußballspieler.

## Karriere
Wilfried Vogel wechselte 1961 vom TSV Benningen zu den Stuttgarter Kickers, für die der Stürmer in vier Jahren zu insgesamt 94 Spielen in der 2. Oberliga Süd und Regionalliga Süd kam. 1965 wechselte der Stürmer zum 1. FC Pforzheim.